# Buffalo Daughter
Buffalo Daughter est un groupe de rock féminin japonais de la vague Shibuya-kei, aux inspirations rock progressif et techno-pop. Il est créé en 1993 avec au départ quatre musiciennes. Il continue en trio après le départ de la batteuse, accompagné de divers autres musiciens selon les besoins. Il sort un premier album aux États-Unis en 2002.

## Membres
- SuGar Yoshinaga (シュガー吉永?) (chant, guitare, TB-303)
- Yumiko Ohno (大野由美子?) (chant, basse, claviers)
- MoOog Yamamoto (山本ムーグ?) (chant, platines)

Ex-membre
- Chika Ogawa (小川千果?) (batterie)

## Discographie
Mini-albums
- Shaggy Head Dressers (1994)
- Amoebae Sound System (1995)
- Legend of the Yellow Buffalo (1995)
- Socks, Drugs and Rock and Roll (1997)
- A Long Life Story of Miss Cro-Magnon (2002)

Albums
- Captain Vapour Athletes (1996) (compilation de Shaggy Head Dressers et Amoebae Sound System)
- Jungle Park Original Soundtrack with Delaware (1997)
- New Rock (1998)
- I (2001)
- Pshychic (2003)
- Euphorica (2006)
- The Weapons of Math Destruction (2010)
- Konjac-Tion (2014)

Singles
- O.K. Funky God (par Ami Suzuki joins Buffalo Daughter) (2007)